# Bunești (okręg Braszów)
Bunești – wieś w Rumunii, w okręgu Braszów, w gminie Bunești. W 2011 roku liczyła 675 mieszkańców.